# 400 meter för damer i friidrott vid olympiska sommarspelen 2020
Damernas 400 meter vid olympiska sommarspelen 2020 avgjordes mellan den 3 och 6 augusti 2021 på Tokyos Olympiastadion i Japan. 45 deltagare från 34 nationer deltog i tävlingen. Det var 15:e gången grenen fanns med i ett OS och den har funnits med i varje OS sedan 1964.
Shaunae Miller-Uibo från Bahamas tog guld efter att ha sprungit på 48,36 sekunder, vilket blev ett nytt världsdelsrekord i Nordamerika, Centralamerika och Karibien. Silvermedaljen togs av dominikanska Marileidy Paulino på nationsrekordet 49,20 sekunder och bronsmedaljen gick till Allyson Felix från USA som sprang i mål på säsongsbästat 49,46 sekunder. Felix tid blev även ett nytt världsrekord i veteranfriidrott.

## Rekord
Innan tävlingens start fanns följande rekord:
| Världsrekord     | Marita Koch (GDR)      | 47,60 | Canberra, Australien  | 6 oktober 1985 |
| Olympiskt rekord | Marie-José Pérec (FRA) | 48,25 | Atlanta, Georgia, USA | 29 juli 1996   |

| Område                                   | Tid (s)    | Idrottare           | Nation      |
| ---------------------------------------- | ---------- | ------------------- | ----------- |
| Afrika                                   | 48,54      | Christine Mboma     | Namibia     |
| Asien                                    | 48,14      | Salwa Eid Naser     | Bahrain     |
| Europa                                   | 47,60 0VR0 | Marita Koch         | Östtyskland |
| Nordamerika, Centralamerika och Karibien | 48,37      | Shaunae Miller-Uibo | Bahamas     |
| Oceanien                                 | 48,63      | Cathy Freeman       | Australien  |
| Sydamerika                               | 49,64      | Ximena Restrepo     | Colombia    |

## Schema
Alla tider är UTC+9.
| Datum                 | Tid   | Omgång      |
| --------------------- | ----- | ----------- |
| Tisdag 3 augusti 2021 | 9:00  | Försöksheat |
| Onsdag 4 augusti 2021 | 18:30 | Semifinaler |
| Fredag 6 augusti 2021 | 19:50 | Final       |

## Resultat

### Försöksheat
Kvalificeringsregler: De tre första i varje heat 0Q0 samt de sex snabbaste tiderna 0q0 gick vidare till semifinalerna.

#### Heat 1
| Placering | Bana | Idrottare            | Nation    | Reaktionstid | Tid   | Noteringar |
| --------- | ---- | -------------------- | --------- | ------------ | ----- | ---------- |
| 1         | 2    | Shaunae Miller-Uibo  | Bahamas   | 0,132        | 50,50 | 0Q0        |
| 2         | 6    | Roxana Gómez         | Kuba      | 0,182        | 50,76 | 0Q0, 0=PB0 |
| 3         | 7    | Sada Williams        | Barbados  | 0,154        | 51,36 | 0Q0, 0SB0  |
| 4         | 8    | Aliyah Abrams        | Guyana    | 0,160        | 51,44 | 0q0, 0SB0  |
| 5         | 5    | Kyra Constantine     | Kanada    | 0,167        | 51,69 | 0q0        |
| 6         | 3    | Anita Horvat         | Slovenien | 0,185        | 52,34 |            |
| 7         | 4    | Patience Okon George | Nigeria   | 0,187        | 52,41 |            |

#### Heat 2
| Placering | Bana | Idrottare        | Nation         | Reaktionstid | Tid   | Noteringar |
| --------- | ---- | ---------------- | -------------- | ------------ | ----- | ---------- |
| 1         | 3    | Jodie Williams   | Storbritannien | 0,170        | 50,99 | 0Q0        |
| 2         | 4    | Quanera Hayes    | USA            | 0,175        | 51,07 | 0Q0        |
| 3         | 7    | Cátia Azevedo    | Portugal       | 0,155        | 51,26 | 0Q0        |
| 4         | 5    | Lisanne de Witte | Nederländerna  | 0,172        | 51,68 | 0q0, 0SB0  |
| 5         | 6    | Bendere Oboya    | Australien     | 0,172        | 52,37 |            |
| —         | 2    | Amantle Montsho  | Botswana       | 0,125        | 0DNF0 |            |
| —         | 8    | Meleni Rodney    | Grenada        | 0,196        | 0DNF0 |            |
| —         | 9    | Aliya Boshnak    | Jordanien      | 0,238        | 0DSQ0 | TR 17.3.1  |

#### Heat 3
| Placering | Bana | Idrottare         | Nation         | Reaktionstid | Tid            | Noteringar |
| --------- | ---- | ----------------- | -------------- | ------------ | -------------- | ---------- |
| 1         | 4    | Allyson Felix     | USA            | 0,168        | 50,84          | 0Q0        |
| 2         | 2    | Roneisha McGregor | Jamaica        | 0,180        | 51,14 (51,138) | 0Q0        |
| 3         | 6    | Lada Vondrová     | Tjeckien       | 0,182        | 51,14 (51,139) | 0Q0, 0PB0  |
| 4         | 3    | Ama Pipi          | Storbritannien | 0,126        | 51,17          | 0q0        |
| 5         | 7    | Tiffani Marinho   | Brasilien      | 0,210        | 52,11          |            |
| 6         | 8    | Leni Shida        | Uganda         | 0,201        | 52,48          |            |
| 7         | 5    | Samantha Dirks    | Belize         | 0,177        | 54,16          | 0SB0       |
| 8         | 9    | Tetyana Melnyk    | Ukraina        | 0,179        | 54,99          |            |

#### Heat 4
| Placering | Bana | Idrottare         | Nation         | Reaktionstid | Tid   | Noteringar |
| --------- | ---- | ----------------- | -------------- | ------------ | ----- | ---------- |
| 1         | 5    | Candice McLeod    | Jamaica        | 0,202        | 51,09 | 0Q0        |
| 2         | 6    | Amandine Brossier | Frankrike      | 0,171        | 51,65 | 0Q0        |
| 3         | 7    | Susanne Walli     | Österrike      | 0,209        | 52,19 | 0Q0        |
| 4         | 3    | Corinna Schwab    | Tyskland       | 0,155        | 52,29 |            |
| 5         | 9    | Irini Vasiliou    | Grekland       | 0,164        | 53,16 |            |
| 6         | 4    | Galefele Moroko   | Botswana       | 0,202        | 55,89 | 0SB0       |
| —         | 8    | Nicole Yeargin    | Storbritannien | 0,182        | 0DSQ0 | TR 17.3.1  |
| —         | 2    | Cynthia Bolingo   | Belgien        | —            | 0DNS0 |            |

#### Heat 5
| Placering | Bana | Idrottare               | Nation  | Reaktionstid | Tid   | Noteringar |
| --------- | ---- | ----------------------- | ------- | ------------ | ----- | ---------- |
| 1         | 3    | Stephenie Ann McPherson | Jamaica | 0,138        | 50,89 | 0Q0        |
| 2         | 4    | Natalia Kaczmarek       | Polen   | 0,150        | 51,06 | 0Q0        |
| 3         | 5    | Paola Morán             | Mexiko  | 0,162        | 51,18 | 0Q0, 0SB0  |
| 4         | 6    | Phil Healy              | Irland  | 0,158        | 51,98 |            |
| 5         | 8    | Hellen Syombua Kalii    | Kenya   | 0,221        | 52,70 |            |
| 6         | 2    | Agnė Šerkšnienė         | Litauen | 0,172        | 52,78 |            |
| 7         | 7    | Natassha McDonald       | Kanada  | 0,161        | 53,54 |            |

#### Heat 6
| Placering | Bana | Idrottare             | Nation                  | Reaktionstid | Tid   | Noteringar |
| --------- | ---- | --------------------- | ----------------------- | ------------ | ----- | ---------- |
| 1         | 2    | Marileidy Paulino     | Dominikanska republiken | 0,184        | 50,06 | 0Q0        |
| 2         | 6    | Wadeline Jonathas     | USA                     | 0,209        | 50,93 | 0Q0        |
| 3         | 4    | Lieke Klaver          | Nederländerna           | 0,200        | 51,37 | 0Q0        |
| 4         | 7    | Aauri Bokesa          | Spanien                 | 0,235        | 51,89 | 0q0, 0SB0  |
| 5         | 9    | Eleni Artymata        | Cypern                  | 0,224        | 51,91 | 0q0        |
| 6         | 8    | Barbora Malíková      | Tjeckien                | 0,195        | 52,83 |            |
| 7         | 3    | Shalysa Wray          | Caymanöarna             | 0,216        | 53,61 |            |
| 8         | 5    | Christine Botlogetswe | Botswana                | 0,214        | 53,99 | 0SB0       |

### Semifinaler
Kvalificeringsregler: De två första i varje heat 0Q0 samt de två snabbaste tiderna 0q0 gick vidare till finalen.

#### Semifinal 1
| Placering | Bana | Idrottare         | Nation                  | Reaktionstid | Tid   | Noteringar |
| --------- | ---- | ----------------- | ----------------------- | ------------ | ----- | ---------- |
| 1         | 5    | Marileidy Paulino | Dominikanska republiken | 0,172        | 49,38 | 0Q0, 0NR0  |
| 2         | 7    | Candice McLeod    | Jamaica                 | 0,162        | 49,51 | 0Q0, 0PB0  |
| 3         | 4    | Roxana Gómez      | Kuba                    | 0,168        | 49,71 | 0q0, 0PB0  |
| 4         | 6    | Quanera Hayes     | USA                     | 0,153        | 49,81 | 0q0        |
| 5         | 3    | Eleni Artymata    | Cypern                  | 0,191        | 50,80 | 0NR0       |
| 6         | 9    | Susanne Walli     | Österrike               | 0,224        | 51,52 | 0PB0       |
| 7         | 2    | Ama Pipi          | Storbritannien          | 0,140        | 51,59 |            |
| 8         | 8    | Lada Vondrová     | Tjeckien                | 0,183        | 51,62 |            |

#### Semifinal 2
| Placering | Bana | Idrottare           | Nation         | Reaktionstid | Tid   | Noteringar |
| --------- | ---- | ------------------- | -------------- | ------------ | ----- | ---------- |
| 1         | 6    | Shaunae Miller-Uibo | Bahamas        | 0,155        | 49,60 | 0Q0        |
| 2         | 5    | Jodie Williams      | Storbritannien | 0,136        | 49,97 | 0Q0, 0PB0  |
| 3         | 4    | Roneisha McGregor   | Jamaica        | 0,181        | 50,34 |            |
| 4         | 7    | Wadeline Jonathas   | USA            | 0,189        | 50,51 |            |
| 5         | 9    | Paola Morán         | Mexiko         | 0,168        | 51,06 | 0SB0       |
| 6         | 8    | Lieke Klaver        | Nederländerna  | 0,208        | 51,37 |            |
| 7         | 2    | Aliyah Abrams       | Guyana         | 0,137        | 51,46 |            |
| 8         | 3    | Aauri Bokesa        | Spanien        | 0,194        | 51,57 | 0PB0       |

#### Semifinal 3
| Placering | Bana | Idrottare               | Nation        | Reaktionstid | Tid   | Noteringar     |
| --------- | ---- | ----------------------- | ------------- | ------------ | ----- | -------------- |
| 1         | 5    | Stephenie Ann McPherson | Jamaica       | 0,134        | 49,34 | 0Q0, 0PB0      |
| 2         | 6    | Allyson Felix           | USA           | 0,179        | 49,89 | 0Q0, 0SB0, VVR |
| 3         | 8    | Sada Williams           | Barbados      | 0,167        | 50,11 | 0NR0           |
| 4         | 4    | Natalia Kaczmarek       | Polen         | 0,165        | 50,79 |                |
| 5         | 3    | Kyra Constantine        | Kanada        | 0,177        | 51,22 |                |
| 6         | 7    | Amandine Brossier       | Frankrike     | 0,170        | 51,30 |                |
| 7         | 9    | Cátia Azevedo           | Portugal      | 0,146        | 51,32 |                |
| 8         | 2    | Lisanne de Witte        | Nederländerna | 0,178        | 52,09 |                |

### Final
| Placering | Bana | Idrottare               | Nation                  | Reaktionstid | Tid   | Noteringar |
| --------- | ---- | ----------------------- | ----------------------- | ------------ | ----- | ---------- |
| 1         | 7    | Shaunae Miller-Uibo     | Bahamas                 | 0,162        | 48,36 | 0AR0       |
| 2         | 5    | Marileidy Paulino       | Dominikanska republiken | 0,176        | 49,20 | 0NR0       |
| 3         | 9    | Allyson Felix           | USA                     | 0,158        | 49,46 | 0SB0, VVR  |
| 4         | 6    | Stephenie Ann McPherson | Jamaica                 | 0,131        | 49,61 |            |
| 5         | 4    | Candice McLeod          | Jamaica                 | 0,152        | 49,87 |            |
| 6         | 8    | Jodie Williams          | Storbritannien          | 0,127        | 49,97 | 0=PB0      |
| 7         | 2    | Quanera Hayes           | USA                     | 0,176        | 50,88 |            |
|           | 3    | Roxana Gómez            | Kuba                    | 0,191        |       | 0DNF0      |